# Grand Theatre
Il Grand Theatre (conosciuto anche come Leeds Grand Theatre e Leeds Grand Theatre e Opera House) è un teatro d'opera nel centro di Leeds, West Yorkshire, Inghilterra. Fu progettato da James Robinson Watson, assistente capo in ufficio dell'architetto di Leeds, George Corson e fu inaugurato il 18 novembre 1878. L'esterno è in una miscela di stili romanico e scozzese baroniale, mentre l'interno ha motivi gotici come le volte a ventaglio e le colonne a fascio. Il teatro è un edificio di Grado II. Può ospitare circa 1.500 persone.
Il teatro è sede dell'Opera North e viene frequentato regolarmente dal Northern Ballet. Ha ospitato molti produzioni itineranti, artisti musicali e comici.
Il teatro ha chiuso alla fine di maggio 2005 per una grande ristrutturazione, chiamata trasformazione e ha riaperto il 7 ottobre 2006, con una produzione di Rigoletto di Verdi. La platea, quanto alle poltroncine, fu completamente riarredata e risistemata, la fossa dell'orchestra allargata, installata l'aria condizionata, notevolmente migliorati gli impianti tecnici del backstage, e l'Opera North ora ha un Centro di Opere, a sud del teatro, accessibile tramite un ponte a livello stradale. Il Centro comprende due nuovi spazi per le prove delle scene di dimensioni standard e maggiore spazio per gli uffici. Il costo della ristrutturazione è stato stimato in  31,5 milioni di £.
Una seconda fase di trasformazione comprese miglioramenti strutturali e ulteriori lavori di ristrutturazione del teatro, e anche il restauro delle Assembly Rooms, una zona dimenticata al primo piano dell'edificio. Le Assembly Rooms aprirono nel 1879 e hanno funzionato come il Plaza Cinema tra il 1912 e il 1978 e, successivamente, come sala prove per Opera Nord. Con il restauro ora completo, il teatro ha un secondo spazio per spettacoli, la sala delle assemblee Howard, che viene utilizzato per recital, concerti, opere da camera, lavori sperimentali ed educativi, e altri eventi per i quali il teatro principale è inadatto.
Fin dalla "trasformazione" al teatro e dopo che fu inserita una macchina per volare di ultima generazione (aiuta a prendere i calci piazzati), il teatro è stato in grado di ospitare grandi musical del West End e commedie teatrali.
Produzioni del teatro sono state: Il Fantasma dell'Opera, Dirty Dancing, Shrek Il Musical, Oliver!, We Will Rock You e Wicked.